# Tresor de Torredonjimeno

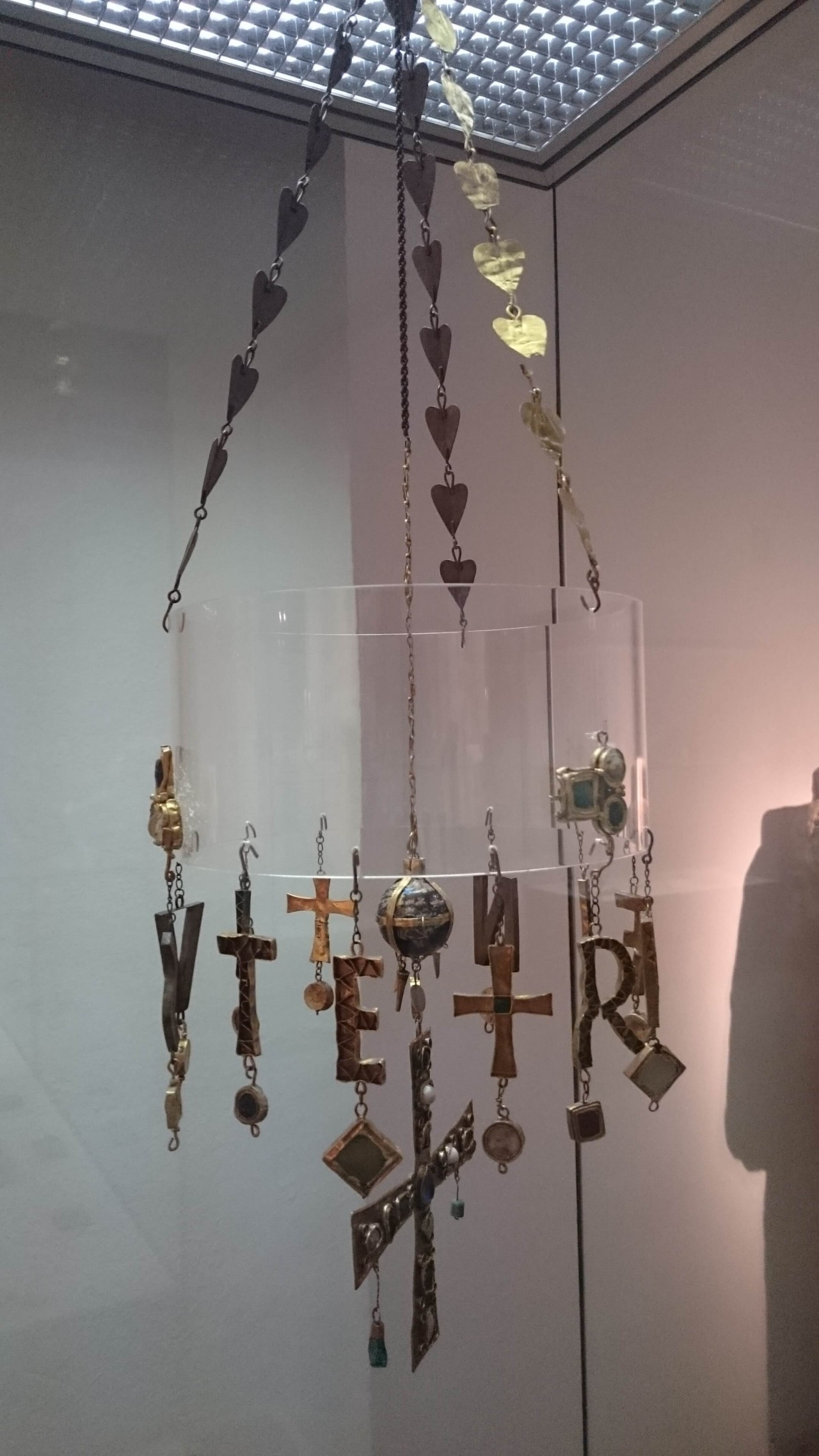
Corona del tresor de Torredonjimeno

L'anomenat Tresor de Torredonjimeno es va trobar l'any 1926, fortuïtament, a la finca Majanos de Marañón de Torredonjimeno, a la província de Jaén. Una part del tresor actualment es conserva a la seu Barcelonina del Museu d'Arqueologia de Catalunya.

## Història de la troballa
El que avui rep el nom de tresor de Torredonjimeno es va trobar l'any 1926, quan un treballador d'una la finca d'olivar dos quilometres del poble (Francisco Arjona) cavava un clot per plantar una olivera i es va topar amb un embolcall recobert de guix ple de creus i d'altres objectes que no va saber identificar. S'ho va mostrar a l'amo de la finca, que no li va donar pas importància, pel que Francisco Arjona va regalar les troballes als seus fills, que les varen desmontar. Cinc anys més tard, els objectes van passar al mercat d'antiguitats i van ser adquirits per diversos museus i col·leccionistes.
El 1933, uns xamarilers van arribar a Torredonjimeno comprant or vell, aconseguint les peces del tresor. Des d'aquí, la història de les joies és un viatge constant per mercats d'antiguitats. D'aquesta manera, varen arribar a determinats antiquaris i, d'aquests, al Museu Arqueològic Nacional de Madrid (MAN) i al Museu Arqueològic Provincial de Còrdova (MAECO).
D'aquesta manera, entre els mesos de gener i maig de 1935, el mecenes Damià Mateu ingressà a la secció d'Arqueologia dels Museus d'Art de Barcelona un lot important del mateix tresor, el qual passà a formar part, d'ençà aquell mateix any, de les col·leccions del Museu d'Arqueologia de Catalunya.
Després de la Guerra Civil, el lot es va enriquir amb l'adquisició d'una nova creu votiva a un antiquari anomenat Juan Rodríguez. Finalment, la col·lecció del Museu d'Arqueologia de Catalunya es completà amb l'ingrés, l'any 1949, de la col·lecció de Josep Graells, la qual va servir per a complementar alguna de les peces ja existents al museu i per aclarir la naturalesa d'altres objectes que en formen el tresor.

## Corona
La corona que es conserva a la seu de Barcelona del MAC aniria suspesa sobre l'altar d'una església com a ofrena dels poderosos de l'època a Déu i els sants, amb la finalitat d'obtenir la seva protecció. L'anàlisi del conjunt del tresor, en concret la de les inscripcions, permet vincular-lo a les màrtirs sevillanes Justa i Rufina, i constitueix, en el seu conjunt, el tresor d'una església o santuari dedicat a aquestes dues santes que van sofrir la seva passió a finals del segle iii aC. La difusió del seu culte s'atribueix a Isidor de Sevilla, bisbe de Sevilla entre el 600 i el 636.
Les ofrenes a les esglésies es beneïen en un acte solemne. Sobre les corones conservem al «Liber Ordinum», l'oració que es llegia públicament:
| « | Ihesu Domine, qui est corona sanctorum, hanc coronam benedicento sanctifica: ut pro decore domus tue et tui honore ac ornamento altaris, accepta hec munera feras, et de manibus offerentium respectu hilari et pia benegnitate suscipias. Amen. | » |

| « | Senyor Jesús, que coroneu els sants, santifiqueu aquesta corona beneint-la amb l'objectiu que sigui una ornamentació de la teva casa i un ornament de l'altar en honor teu. Accepta aquest present i de les mans dels qui fan la ofrena, vulguis rebre'l amb un respecte joiós i una pietosa benignitat. Amen | » |